# 石渡翔一郎
石渡 翔一郎（いしわた しょういちろう、2002年10月23日 - ）は、千葉県市原市出身のボートレーサー。131期。登録第5279号。血液型O型。千葉県立木更津高等学校卒業。同期には石本裕武、野田昇吾らがいる。父は登録第3716号のボートレーサー石渡鉄兵。

## 来歴
- 2022年11月8日からボートレース多摩川で開催された 一般戦「第17回日刊ゲンダイ杯」でデビュー。初出走は3着[2]。
- 2022年12月20日、ボートレース桐生で開催された 一般戦「第25回日本財団会長杯」最終日に5号艇・6コースから水神祭を上げる。決まり手はまくり。3連単は54番人気の3万1150円[3]。
- 2024年10月3日、ボートレース江戸川で開催されたスカパー！・JLC杯ルーキーシリーズ第14戦でデビュー初優出。3号艇3コースから5着[4]。

## 人物・エピソード
- 師匠は若林将[5]。
- 養成所時代の勝率は7.65[6]。
- 第131期修了記念競走で1コースから逃げを決め、ボートレーサー養成所チャンプに輝く[7]。東京支部の養成所チャンプは112期の馬場剛以来、13人目。
- 座右の銘は「勝って驕らず負けて腐らず」[8]。